# 黃正物
黃正物（16世紀—17世紀），字宏大，江西南昌府豐城縣城南人，明朝政治人物。

## 生平
黃正物個性質樸厚重、喜歡沉默，隆慶四年（1570年）中式庚午科江西鄉試舉人，授南靖教諭，轉任彭縣知縣，任內不事苛責，內外剛正，不畏強權，不用威嚴也無人敢犯，十五年（1587年）調官壽寧，再當地寬宏而有為，雅意作人，離任後讓縣人思念。

## 引用
1. 1 2  同治《豐城縣志·卷八·選舉》：隆慶四年庚午鄉試 解元孫希夔……黃正物 字惟德，城南人，壽甯知縣
2. ↑  乾隆《南靖縣志·卷四》：教諭……黃正物 豐城人，舉人
3. ↑  四庫全書《四川通志·卷六》：黃正物 豐城舉人，萬厯中知彭縣，性淳篤、喜緘黙，不事苛責，而內秉剛正，不畏強暴，故不假威稜，而人莫敢犯。
4. ↑  康熙《壽寧縣志·卷四·官守志》：黃正物，江西豐城人，由舉人萬曆十五年知縣事，廉靜有守、寬洪有量，雅意作人，去後見思。